# 333 TCN
333 TCN là một năm trong lịch La Mã. 

## Mất
- Memnon xứ Rhodes, lãnh đạo đánh thuê Hy Lạp (sinh năm 380 TCN)
- Charidemus, lãnh đạo đánh thuê Hy Lạp